# Kristína Farkašová
Kristína Farkašová (verheiratete Tormová; * 1. Juli 1982 in Bratislava, Tschechoslowakei) ist eine slowakische Schauspielerin.

## Leben
Kristina Tormovás Großvater Ladislav Farkaš (1927–2016) ist Schauspieler gewesen, der Name ihres Vaters Boris Farkaš ist als Schauspieler eng mit dem Theater Astorka Korzo ’90 verbunden. Dennoch rieten ihr ihre Eltern zunächst von der Schauspielerei ab.
Sie studierte dann Theaterdramaturgie an der Hochschule für Musische Künste Bratislava (VŠMU) und an der Theaterfakultät der Akademie der Musischen Künste in Prag (DAMU). Nachdem sie zunächst vor allem Theaterkritiken schrieb, begann Kristina Tormová vermehrt als Schauspielerin aufzutreten. 2004 trat sie dem Naiven Theater Radošina in Bratislava bei, wo sie nicht nur als Schauspielerin, sondern auch als Sängerin und Dramaturgin tätig ist. Hier spielte sie unter anderem die Hauptrolle der Ulla in der Broadway-Aufführung The Producers. Gastspiele hatte sie auch am Prager Činoherní klub (Drama Club).
Ihre ersten Fernsehauftritte hatte sie 2005 in der slowakischen Serie Rodinné tajomstvá und moderierte ab 2008 im slowakischen Fernsehen die Sendung Postav dům, zasaď strom. In der Fernseh-Telenovela Panelák trat sie in über 300 Episoden auf, in der Fernsehserie Tajné životy war sie in 20 Episoden zu sehen. Für ihre Leistung in dem Film Pouta erhielt sie eine Nominierung für den Český lev („Böhmischer Löwe“) als Beste Hauptdarstellerin.
Sie war mit dem Schauspieler Kamil Mikulcik verheiratet. Später hatte sie eine Beziehung mit dem Redakteur Juraj Hajdin, mit dem sie Zwillinge bekam. Im Mai 2018 heiratete sie Peter Torma, dessen Namen sie annahm.

## Filmografie
- 2005: Rodinné tajomstvá
- 2009: Pouta
- 2012–2014: Panelák
- 2015–2017: Tajné životy
- 2017: Únos